# Élections municipales partielles françaises de 1969
 (novembre 2024).
Des élections municipales partielles ont lieu en 1969 en France.